# Zalozjniki
Zalozjniki (russisk: Заложники) er en russisk-georgisk spillefilm fra 2017 af Revaz Gigineisjvili.

## Medvirkende
- Merab Ninidze som Levan
- Darejan Kharshiladze som Nino
- Tinatin Dalakishvili som Anna
- Avtandil Makharadze som Shota
- Irakli Kvirikadze som Nika